# Associação de Serviços Alternativos no Estrangeiro
A Associação de Serviços Alternativos no Estrangeiro (Österreichischer Auslandsdienst) é uma organização sem fins lucrativos, fundada em 1998 por Dr. Andreas Maislinger, oferecendo a possibilidade de realizar o serviço civil na forma de um serviço alternativo no exterior durante 12 meses, ao invés de fazer o serviço militar no próprio país.

## A Associação

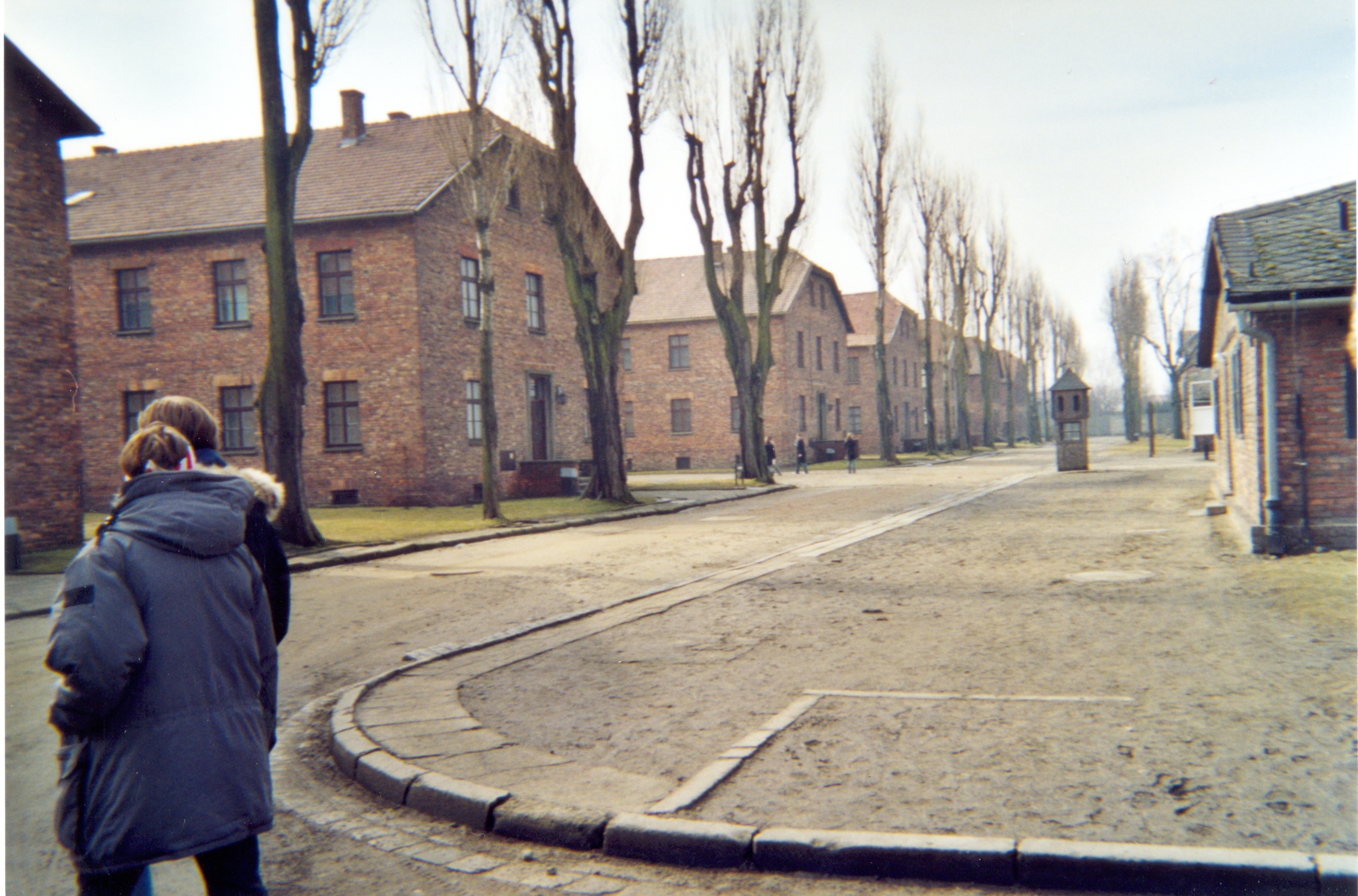
Primeiro prestador em Oświęcim, 1992

A Associação de Serviços Alternativos no Estrangeiro foi fundado em 1998 por Dr. Andreas Maislinger e Andreas Hörtnagl. É uma organização sem fins lucrativos empenhada na comemoração do Holocausto, em projectos de paz, ajuda humanitária e ajuda de desenvolvimento, oferecendo - entre outras organizações - a oportunidade a austríacos jovens de cumprir o serviço civil no estrangeiro. O serviço civil fora da Áustria dura 12 meses, é suportada financeiramente pelo estado austríaco e é reconhecido como alternativo ao serviço militar, que ainda esta obrigatório na Áustria. A organização tem a sua sede em Innsbruck. Em 2001 Michael Prochazka ficou um dos três presidentes. As reuniões têm lugar uma vez por mês em todas as nove províncias da Áustria. Desde 2006, uma pessoa ou uma instituição que tinha mostrado empenho excepcional quanto à Shoa e à comemoração do Holocausto é atribuído o Austrian Holocaust Memorial Award.
Há três tipos diferentes do serviço alternativo no estrangeiro:
- Em 1992 a possibilidade foi criado de cumprir o serviço no âmbito do Serviço Austríaco da Memória do Holocausto[2]. O primeiro prestador fez o seu serviço em Oświęcim na Polónia. Os postos sempre têm a ver com a comemoração do Holocausto e a Shoa (e.g. Simon Wiesenthal Center em Los Angeles, Yad Vashem, etc.). Nos últimos anos alguns prestadores foram para países que tinham recebido fugitivos do Holocausto (Casa Stefan Zweig no Brasil, Centre for Jewish Studies em Shanghai, etc.). Desde 1992 centos de austríacos jovens cumpriram este tipo de serviços contribuindo positivamente em relação ao confronto com a história da Áustria e para a reputação do país.

- O serviço social[3] pode ser cumprido em postos que contribuem para o desenvolvimento social e económico. Os prestadores trabalham com crianças que vivem na rua, em projectos de educação, com idosos e deficientes, em hospitais e com homossexuais. Outros trabalham em projectos em relação ao ambiente em países do terceiro mundo. O primeiro prestador passou o seu serviço em Paquistão trabalhando com crianças. A maior parte dos postos fica em países pobres na África, America do Sul ou Ásia, mas também no Reino Unido (London Society for the Blind) por exemplo.

- Prestadores do serviço de paz[4] trabalham no âmbito de projetos que se ocupam com o estabelecimento ou manutenção da paz. Eles trabalham em organizações não governamentais em Israel, participam em projetos que tentam intermediar entre a China e Japão, etc.

## Conselho Internacional
O Conselho Internacional tem funções assessorais para os paises respetivos.

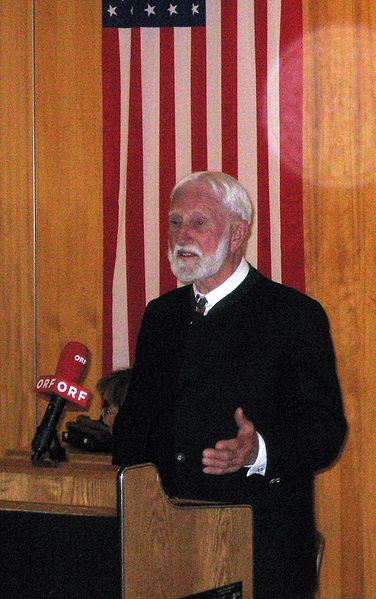
Ernst Florian Winter, Presidente do Conselho Internacional da Associação de Serviços Alternativos no Estrangeiro

| Membro                                 | Pais                 |
| -------------------------------------- | -------------------- |
| Ernst Florian Winter                   | Presidente           |
| Thomas Rabe                            | Alemanha             |
| Paul R. Bartrop, Daniel James Schuster | Austrália            |
| Eli Tauber                             | Bósnia e Herzegovina |
| Alberto Dines                          | Brasil               |
| Walter Absil                           | Canadá               |
| Roland Spendlingwimmer                 | Costa Rica           |
| Branko Lustig                          | Croácia              |
| Randolph M. Bell, Anna Rosmus          | Estados Unidos       |
| Michel Cullin, Beate Klarsfeld         | França               |
| Gabriela von Habsburg                  | Geórgia              |
| György Dalos                           | Hungria              |
| Barbara Nath-Wiser                     | Índia                |
| Ben Segenreich                         | Israel               |
| Camilla Brunelli                       | Itália               |
| Andreas Sami Prauhart                  | Palestina            |
| Władysław Bartoszewski                 | Polónia              |
| Ladislaus Löb                          | Reino Unido          |
| Ilya Altman                            | Rússia               |
| Gerald Nagler                          | Suécia               |

## Parceiros

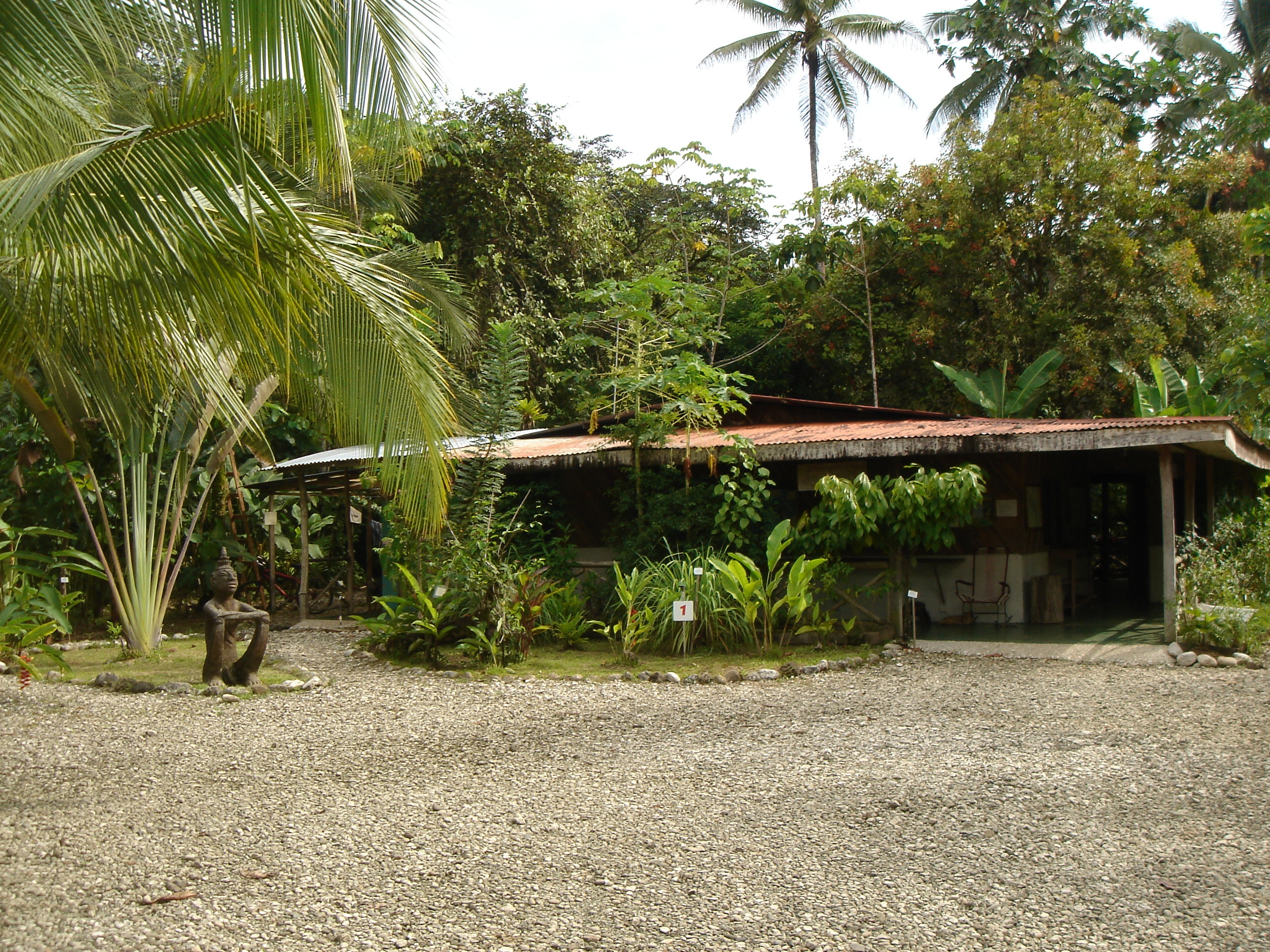
Estação Biológica La Gamba

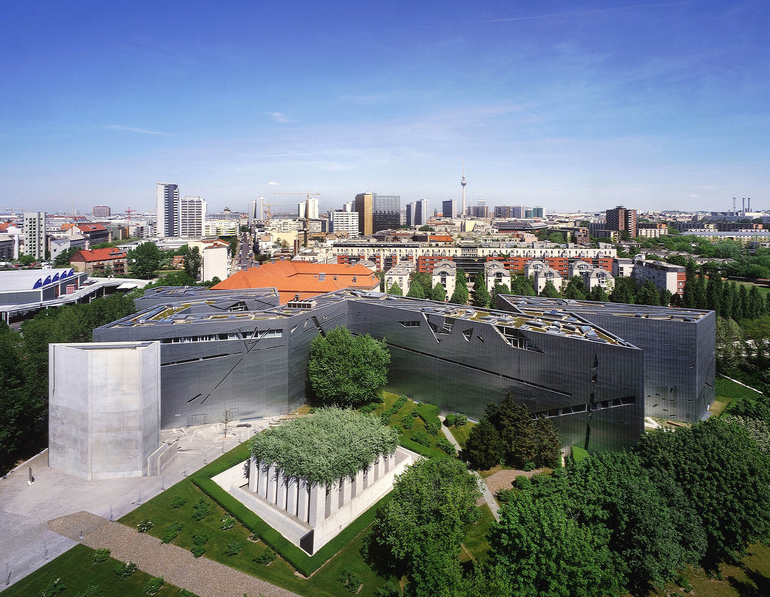
Museo Judaico de Berlim

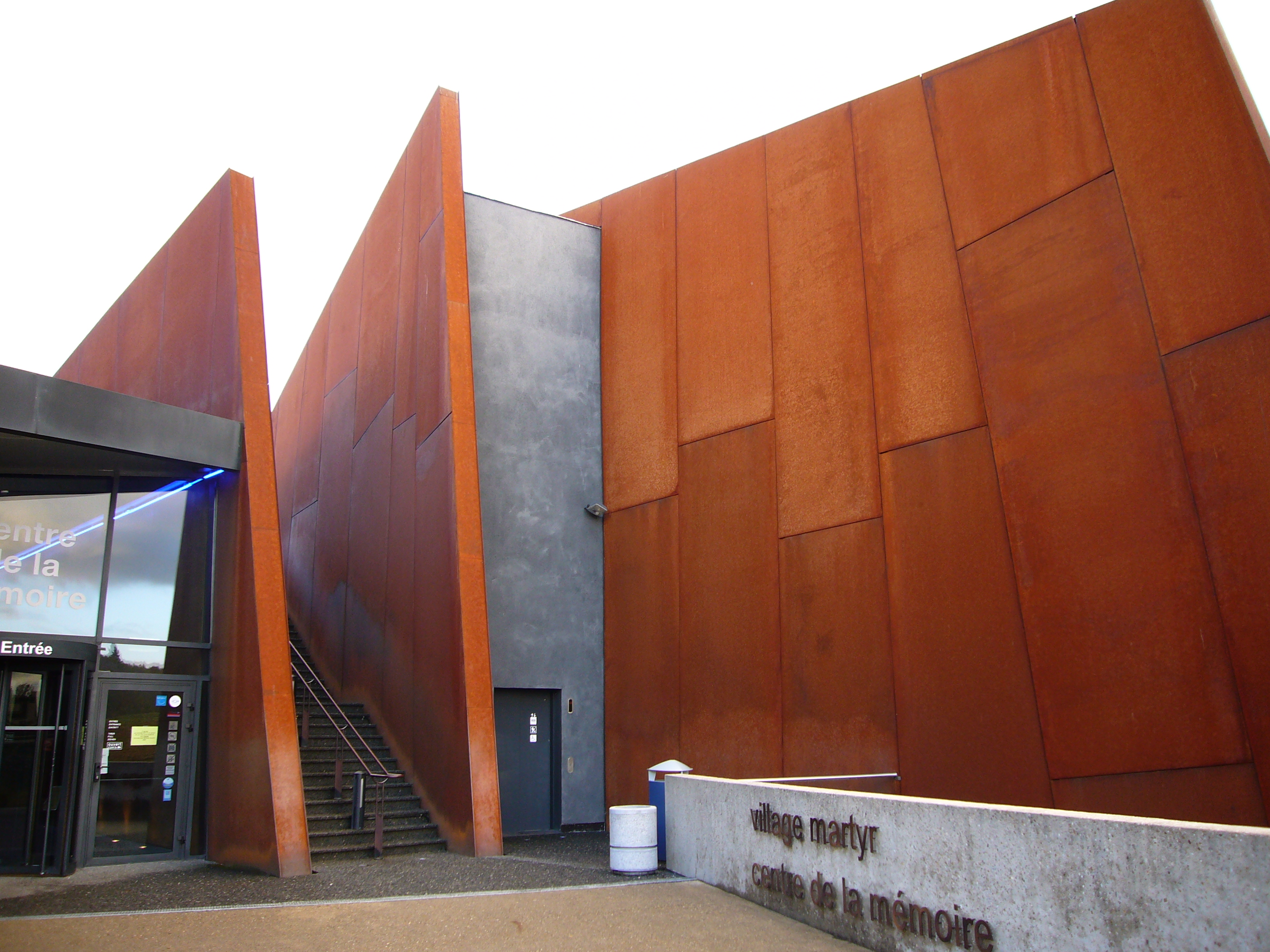
Sitio comemorativo Oradour-sur-Glane

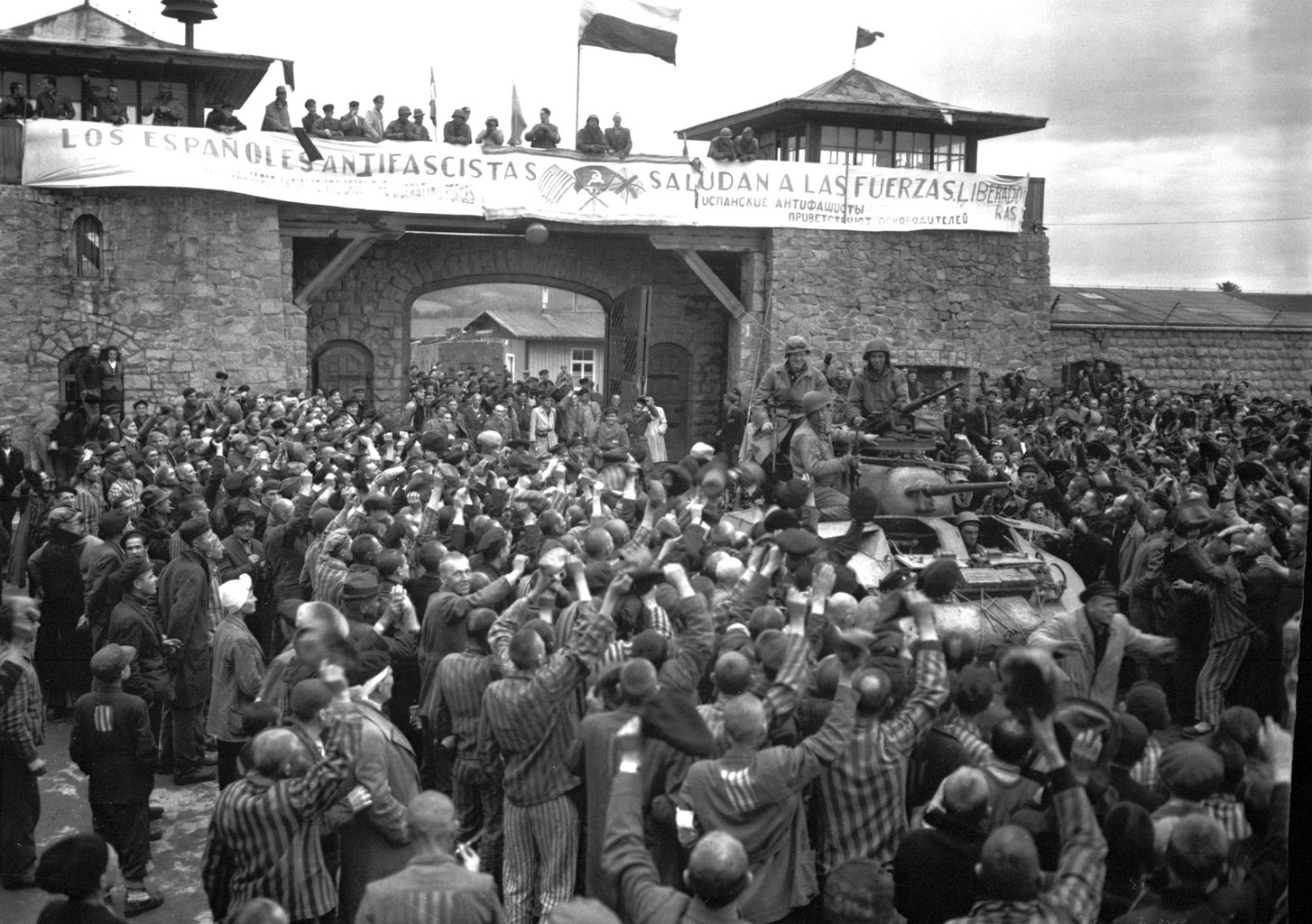
Amicale de Mauthausen (Paris)

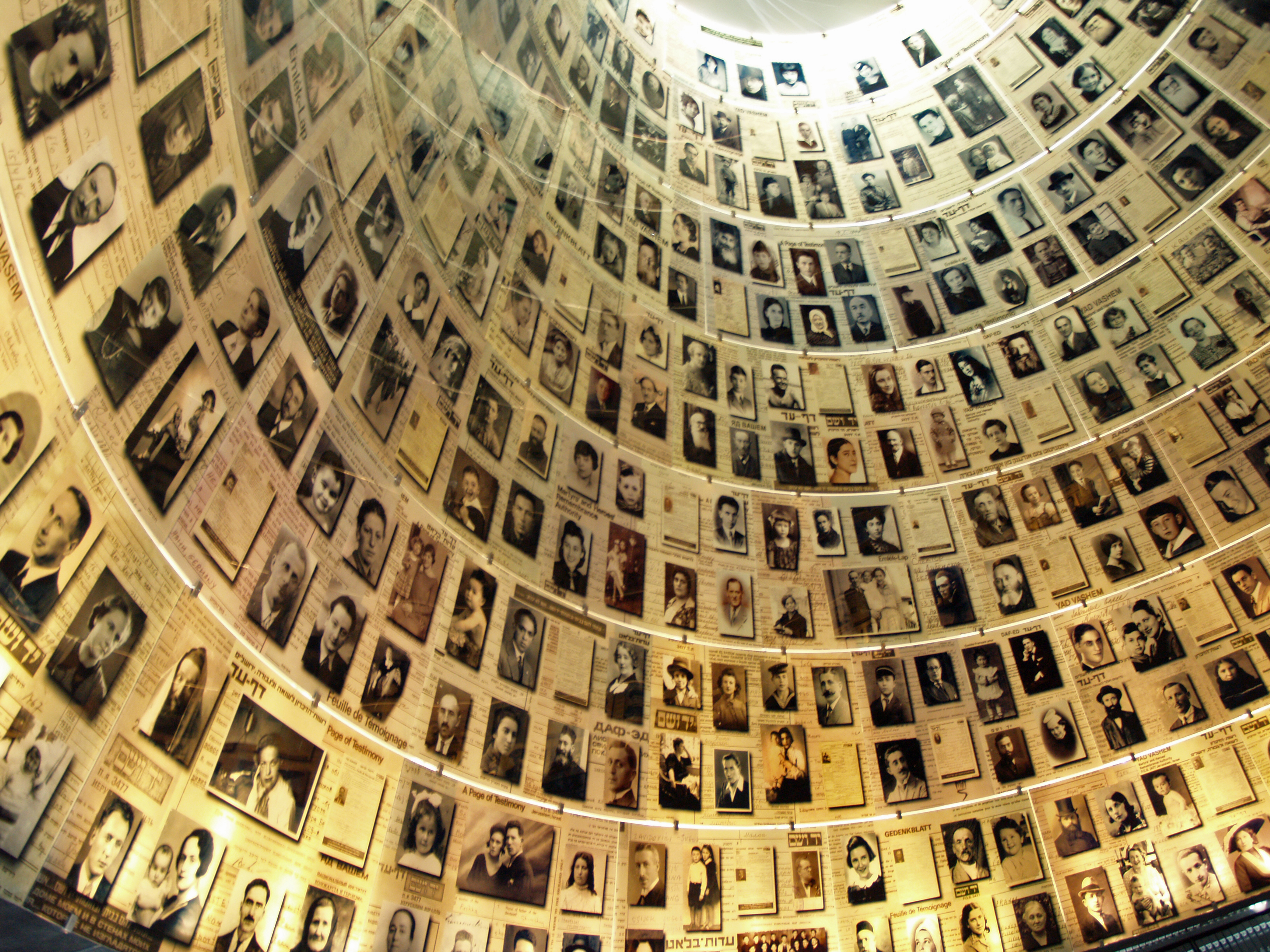
Yad Vashem: Átrio dos Nomes

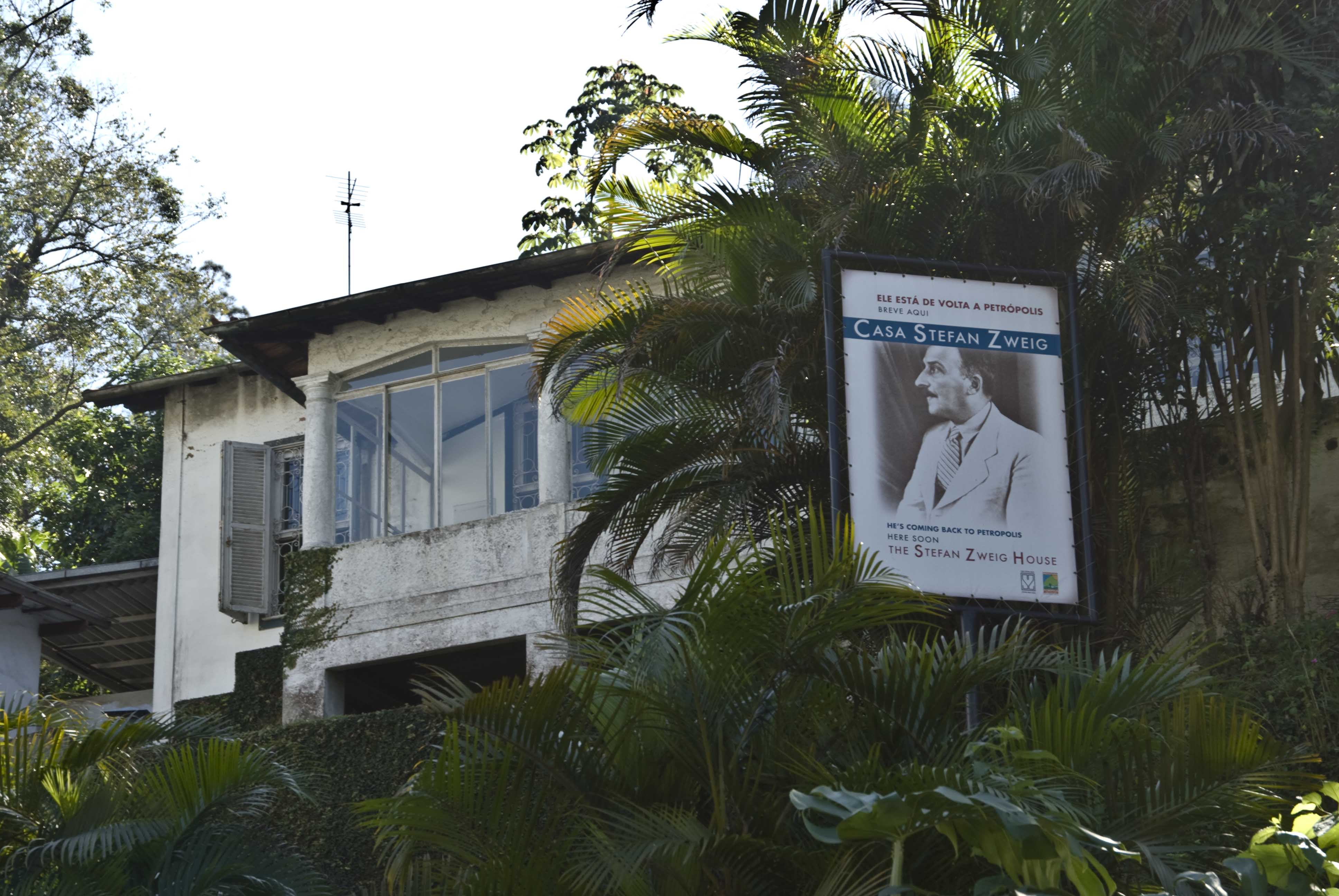
Futuro Museu Casa Stefan Zweig em Petrópolis (Brasil)

Os Estados Unidos são o pais com os mais postos para o Serviço Austríaco da Memória do Holocausto. Instituições tão importantes e tão conhecidos como o "Simon Wiesenthal Centre" ou o "Survivors of the Shoah Visual History Foundation" em Los Angeles já receberam prestadores do serviço alternativo austríaco no exterior. Outros postos muito importantes são Yad Vashem em Israel e Auschwitz Jewish Center na Polonia. A associação também está ativa no Brasil.
Por agora há postos ativos na Alemanha, Australia, Bélgica, Brasil, Canada, China, Costa Rica, Estados Unidos, Francia, Grécia, Guatemala, Hungria, India, Israel, Italia, Países Baixos, Polonia, Reino Unido, Turquia e Uganda.

Serviço Austríaco da Memória do Holocausto
- Montreal Holocaust Memorial Centre[5]  - Montreal,  Canada
- Wiener Library - for the Study of the Holocaust & Genocide[6] - Londres,  United Kingdom
- Simon Wiesenthal Center, Museum of Tolerance[7]  - Los Angeles -  United States
- Comunidade Judaica de Praga - Praga -  Czech Republic
- Fundacja Judaica - Centrum Kultury Zydowskiej[8] - Cracóvia -  Polónia
- USC Shoah Foundation Institute for Visual History and Education[9] - Los Angeles -  Estados Unidos
- Center for Holocaust, Genocide & Peace Studies - Reno,  Estados Unidos
- Florida Holocaust Museum[10] - St. Petersburg,  Estados Unidos
- Fondation pour la Mémoire de la Déportation[11] - Paris,  França
- Holocaust Museum Houston[12] - Houston,  United States
- Fondazione Centro di Documentazione Ebraica Contemporanea[13] - Milão,  Itália
- Museo Judaico de Berlim[14] - Berlim,  Alemanha
- Holocaust Memorial Center[15] - Detroit,  Estados Unidos
- Lugar Comemorativo do Campo de Concentração Moringen[16] - Moringen,  Alemanha
- Holocaust Center of Northern California - San Francisco,  Estados Unidos
- The National Yad Vashem Charitable Trust[17] - Londres,  Reino Unido
- Virginia Holocaust Museum[18] - Richmond,  Estados Unidos
- Centre de la Mémoire d'Oradour[19] - Oradour-sur-Glane,  França
- Museum of Jewish Heritage[20] - Nueva York,  Estados Unidos
- Yad Vashem[21] - Jerusalém,  Israel
- Kleinmann Family Foundation[22] - Montreal,  Canadá
- European Roma Rights Centre[23] - Budapest,  Hungria
- UNITED for Intercultural Action[24] - Amsterdão,  Países Baixos
- Auschwitz Jewish Center[25] - Oswiecim,  Polónia
- Shalom - Organização dos Judeus na Bulgaria - Sofia,  Bulgária
- Center of Jewish Studies Shanghai[26] - Shanghai,  China
- Los Angeles Museum of the Holocaust[27] - Los Angeles,  Estados Unidos
- Jewish Holocaust Centre[28] - Victoria,  Austrália
- Jewish Museum of Australia[29] - Victoria,  Austrália
- Casa Stefan Zweig[30] - Petrópolis,  Brasil
- Anti-Defamation League[31] - Nueva York,  Estados Unidos
- Amicale Nationale des Déportés et Familles de Disparus de MAUTHAUSEN et ses Kommandos[32] - Paris,  França
- Museo della Deportazione e Centro di Documentazione della Deportazione e Resistenza[33] - Prato,  Itália
- Uppsala University[34] - Uppsala,  Suécia
- Museu Judaico de Munique[35] - Munique,  Alemanha
- Muzeum Historii Zydów Polskich[36] - Varsóvia, Predefinição:POK
- The Living History Forum[37] - Estocolmo,  Suécia
- Russian Research and Educational Holocaust Center[38] - Moscou,  Russia
- American Jewish Committee[39] - Nueva York,  United States
- National Museum of Contemporary History[40] - Ljubliana,  Slovenia
- Jewish Foundation of Ukraine[41] - Kiev,  Ukraine
- Hillel Canada / Sarah and Chaim Neuberger Holocaust Educational Centre[42] - Toronto,  Canada
- Centro Comemorativo Ecuménico Plötzensee[43] - Berlim,  Germany
- Illinois Holocaust Museum & Educational Center[44] - Chicago,  United States
- Galicia Jewish Museum[45] - Cracóvia,  Poland
- Bibliotheque et archives de l'alliance Israelite Universelle[46] - Paris,  France
- Fondazione Museo della Shoah[47] - Roma,  Italy
- Documentação Obersalzberg[48] - Berchtesgaden,  Alemanha
- CEGES-SOMA[49] - Bruxelas,  Bélgica
- Hospital Judaico Or-Ahayim - Istambul,  Turquia
- The Congress of Local and Regional Authorities of the Council of Europe[50] - Strasbourg,  França
- Jewish Museum of Thessaloniki[51] - Salonica,  Grécia
- Musée du Judaisme Marocain de Casablanca[52] - Casablanca,  Marrocos

Serviço Social
- Centro de Atención Integral a la Niñez y Adolesencia[53]  - Buenos Aires,  Argentina
- Centro Comunitário Cristo Libertador - Itinga,  Brasil
- Kenya Water For Health Organization[54]  - Nairobi,  Quênia
- European Disability Forum[55] - Bruxelas,  Bélgica
- Diocese Kabale  - Kabale,  Uganda
- Terra Tech[56] - Marburg,  Alemanha
- Tibetan Children's Village[57] - Dharamsala,  Índia
- Mata Amritanandamayi Mission (AIMS)  - Kerala,  Índia
- Jodisk Aldersbolig - Oslo,  Noruega
- China SOS Children's Village Association - Beijing,  China
- ASOL, Asosiación Solidaridad para la Educación y la Cultura - Casa Hogar - Santa Rosita,  Guatemala
- Dorton House School[58] - Kent,  United Kingdom
- Finca Sonador - Asociación de Cooperativas Europeas Longo Mai[59] - Sand Isidro del General,  Costa Rica
- Casa de los Tres Mundos[60] - Granada,  Nicaragua
- Centro do Desenvolvimento Social e Autoajuda - Moscou,  Russia
- Nadejdea Copiilor din Romania - Iasi,  Romania
- St. Vinzenz Ain Karem[61] - Jerusalém,  Israel
- Unidad Territorial de Salud Daniel Alcides Carrión - Huancayo,  Peru
- CEDRO -San Antonio - Miraflores,  Peru
- Tibetan Settlement Office[62] - Dharamsala,  Índia
- Nishta - Rural Health, Education and Environment Centre[63] - Himachal Pradesh,  Índia
- PAH - Polska Akcja Humanitarna[64] - Cracóvia,  Poland
- Hospital Albert Schweitzer[65] - Lambaréné,  Gabon
- Center for Justice and International Law - Rio de Janeiro,  Brasil
- Auroville Village Action Group (AVAG)[66] - Auroville,  Índia
- Phoenix Initiative Sarajevo - Sarajevo,
- (em inglês) National Institutes of Health Informação sobre a doença
- Mountains of the Moon University - Fort Portal,  Uganda
- Estação Biológica La Gamba - La Gamba,  Costa Rica
- Russian Committee "SOS Children's Villages" - Moscou,  Rússia
- proLoka[67] - Lahore,  Paquistão
- CTD Galvarino-Sename - Santiago,  Chile
- Projet d'Analalava - Bel Rose,  Madagáscar
- Social Centre of Rehabilitiation for Minors VERA[68] - St. Petersburgo,  Rússia
- "Uma Chance para Crianças" (Kindern eine Chance)[69] - Zigoti,  Uganda
- Henan University of Economics and Law[70] - Zhengzhou,  China
- Arquidiocese Daegu - Hospital de Lepra - Daegu,  Coreia do Sul
- Himalayan Welfare Service Centre of Helpless Children - Catmandu,  Nepal

Serviço de Paz
- LAW  - Jerusalém,  Israel
- Hiroshima Peace Culture Foundation  - Hiroshima,  Japão
- John Rabe and International Safety Zone Memorial Hall of Nanjing University  - Nanjing,  China

## Mais Informações
- Andreas Maislinger
- Austrian Holocaust Memorial Award
- Casa da Responsabilidade

## Ligações Externas
1. ↑  Página oficial da Associação de Serviços Alternativos no Estrangeiro (Verein Österreichischer Auslandsdienst) - em alemão
2. ↑  Página oficial do Serviço Austríaco da Memória do Holocausto (Gedenkdienst) - em alemão
3. ↑  Página oficial do Serviço Social (Sozialdienst) - em alemão
4. ↑  Página oficial do Serviço de Paz (Friedensdienst) - em alemão
5. ↑  http://www.mhmc.ca/en
6. ↑  http://www.wienerlibrary.co.uk/
7. ↑  http://www.museumoftolerance.com/site/c.tmL6KfNVLtH/b.4865925/k.CAD7/HomeMOT.htm
8. ↑  http://www.judaica.pl/index1.php?zmien_jezyk=PL
9. ↑  http://sfi.usc.edu/
10. ↑  http://www.flholocaustmuseum.org/
11. ↑  http://www.fmd.asso.fr/
12. ↑  http://www.hmh.org/
13. ↑  http://www.italia-resistenza.it/
14. ↑  http://www.jmberlin.de/main/EN/homepage-EN.php
15. ↑  http://www.holocaustcenter.org/
16. ↑  http://www.gedenkstaette-moringen.de/
17. ↑  http://yadvashem.org.uk/
18. ↑  http://www.va-holocaust.com/
19. ↑  http://www.oradour.org/
20. ↑  http://www.mjhnyc.org/findex.html
21. ↑  http://www.yadvashem.org/
22. ↑  http://www.kffeducation.org/
23. ↑  http://www.errc.org/
24. ↑  http://www.unitedagainstracism.org/
25. ↑  http://ajcf.org/
26. ↑  http://www.cjss.org.cn/new_page_9.htm
27. ↑  http://www.lamoth.org/
28. ↑  http://www.jhc.org.au/
29. ↑  http://www.jewishmuseum.com.au/
30. ↑  http://www.casastefanzweig.org/index.php?language=pt_BR
31. ↑  http://www.adl.org/
32. ↑  http://www.campmauthausen.org/
33. ↑  http://www.museodelladeportazione.it/modules/smartsection/item.php?itemid=57
34. ↑  http://www.uu.se/en/
35. ↑  http://www.juedisches-museum-muenchen.de/
36. ↑  http://www.jewishmuseum.org.pl/pl/cms/strona-glowna/
37. ↑  http://www.levandehistoria.se/english
38. ↑  http://en.holocf.ru/
39. ↑  http://www.ajc.org/
40. ↑  http://www.muzej-nz.si/eng/eng_index2.html
41. ↑  http://jew-fund.kiev.ua/
42. ↑  http://www.holocaustcentre.com/Home
43. ↑  http://www.gedenkstaette-ploetzensee.de/
44. ↑  http://www.ilholocaustmuseum.org/
45. ↑  http://www.galiciajewishmuseum.org/
46. ↑  http://www.aiu.org/
47. ↑  http://www.museodellashoah.it/home/
48. ↑  http://www.obersalzberg.de/
49. ↑  http://www.cegesoma.be/cms/index_en.php
50. ↑  http://www.coe.int/t/congress/default_en.asp
51. ↑  http://www.jmth.gr/
52. ↑  http://casajewishmuseum.com/
53. ↑  http://www.chicosdelacalle.org/
54. ↑  http://www.kwaho.org/
55. ↑  http://www.edf-feph.org/
56. ↑  http://www.terratech-ngo.de/
57. ↑  http://www.tcv.org.in/
58. ↑  http://www.rlsb.org.uk/learning-without-limits/rlsbs-dorton-house-school/
59. ↑  http://www.sonador.info/alt/html/es/finca/projekt_2.html
60. ↑  http://www.c3mundos.org/
61. ↑  http://svaka.org/
62. ↑  http://tsodhasa.org/
63. ↑  http://www.nishtha-hp.org/
64. ↑  http://www.pah.org.pl/?set_lang=en
65. ↑  http://www.uni-tuebingen.de/delta/daten/contact_f.html
66. ↑  http://villageaction.in/
67. ↑  http://www.proloka.org/typo3/index.php?id=39
68. ↑  http://www.sirota-spb.ru/merge/merge_10.html
69. ↑  http://www.kinderneinechance.at/
70. ↑  http://www.inchina.cc/home/studyinchina/user/hnufe/en/about.htm